# 소피 오코네도
소피 오코네도(영어: Sophie Okonedo, CBE 소피 오커네이도[*], 1968년 8월 11일 ~ )는 영국의 배우이다.
《호텔 르완다》(2004)의 타티아나 역으로 2004년 제77회 아카데미 여우조연상 후보에 올랐으며, TV 미니시리즈 《쓰나미: 더 애프터매스》(2006)에서 수지 카터 역을 맡아 2007년 제38회 NAACP 이미지상 TV 영화·미니시리즈 부문 여우주연상을 받았다.
2014년에는 《A Raisin in the Sun》의 루스 영거(Ruth Younger) 역으로 브로드웨이 연극에 데뷔해, 같은 해 제68회 토니상 연극 부문 여우조연상을 받았다.

## 출연 작품

### 영화
- 에이스 벤츄라 2 (1995)
- 자칼 (1997)
- 더티 프리티 씽 (2002)
- 호텔 르완다 (2004)
- 이온 플럭스 (2005) - 시샌드라 역
- 스톰브레이커 (2006)
- 화성아이, 지구아빠 (2007) - 소피 역
- 벌들의 비밀 생활 (2008) - 메이 보트라이트 역
- 애프터 어스 (2013)
- 곰돌이 푸 다시 만나 행복해 (2018) - 캥가 역 (목소리)
- 와일드 로즈 (2018) - 수재나 역
- 헬보이 (2019) - 레이디 해턴 역
- 나일 강의 죽음 (2022) - 설로미 오터본 역
- 하트 오브 스톤 (2023)

### 텔레비전
- 스푹스 (2003)
- Scream of the Shalka (2003) - 목소리
- 쓰나미: 더 애프터매스 (2006, Tsunami: The Aftermath)
- 닥터 후 (2010)
- 그리고 파티는 끝났다 (2011)
- 신드바드 (2012)
- 언더커버 (2016)
- 래치드 (2020)
- 황금나침반 (2020)
- 시간의 수레바퀴 (2021-현재)
- 슬로 호시스 (2022-23)

## 서훈
- 2010년 대영 제국 훈장 4등급(OBE)[4]
- 2019년 대영 제국 훈장 3등급(CBE)[5]